# Xã Frederick, Quận Schuyler, Illinois
Xã Frederick (tiếng Anh: Frederick Township) là một xã thuộc quận Schuyler, tiểu bang Illinois, Hoa Kỳ. Năm 2010, dân số của xã này là 176 người.